# 徳島ホール
徳島ホール（とくしまホール）は、徳島県徳島市幸町にあった多目的ホール、映画館。新聞放送会館別館（旧徳島新聞社・四国放送社屋）で徳島興発が運営を行っていた。同建物には、エアトラベル徳島、四国放送サービスなどが入居していて、エフエム徳島も2020年（令和2年）6月28日迄入居していた。
その後取り壊され、跡地はコインパーキングとなっている。

## 概要
- 収容人数：287席
- ステージ：幅13m、奥行き4.6m

## 歴史
- 1962年（昭和37年）4月 - 徳島ホールが開館。
- 2006年（平成18年）9月28日 - 封切り映画上映打ち切り。その当時は市内で唯一の映画館だった。
- 2013年（平成25年）3月10日 - 建物や設備の老朽化を理由に閉館。

## 交通
- JR徳島駅より徒歩7分。
- 徳島市営バス「中央郵便局前」より徒歩1分。